# Янсе ван Ренсбург, Жак
Жак Янсе ван Ренсбург (африк. Jacques Janse van Rensburg, род. 6 сентября 1987 в Спрингсе, Гаутенг, ЮАР) — южноафриканский маунтинбайкер и профессиональный шоссейный велогонщик. Двукратный бронзовый призёр чемпионатов Африки и чемпион ЮАР 2012 года в индивидуальной гонке на время.

## Победы
| 2011 - Чемпионат Африки — 3-е место в групповой гонке 2012 - Тур Эритреи — этап 2 2014 - Мзанси Тур — этап 1 и генеральная классификация | 2015 - Чемпион ЮАР в групповой гонке - Чемпионат Африки — 3-е место в групповой гонке |

## Статистика выступлений наГранд Турах
| Гранд Тур | 2014 | 2015 | 2016 | 2017 |
| --------- | ---- | ---- | ---- | ---- |
| Джиро     | –    | –    | –    | 36   |
| Тур       | –    | 51   | –    | –    |
| Вуэльта   | 59   | –    | WD   | 82   |

WD — снялся с гонки